# Excelsior (Schiff, 1987)
Die Excelsior ist ein deutsches Gütermotorschiff. Das Binnenschiff wurde 1987 als Jean Bossler für den Unternehmer Werner Ludwig Boßler gebaut und war sein drittes Binnenhandelsschiff mit diesem Schiffsnamen. Das Schiff fuhr unter anderem für die Reederei Lehnkering. 1998 wurde die damalige Jean Bossler unter dem Namen Excelsior in die Flotte der Reederei Götz übernommen. 2007 ereignete sich der aufsehenerregende Excelsior-Unfall auf dem Rhein.

## Geschichte
Die als Containerschiff erbaute Jean Bossler wurde als modernster Schiffsbau der Schiffswerft Philipp Ebert und Söhne in Neckarsteinach für den Schifffahrtsunternehmer Werner Ludwig Boßler 1987 fertiggestellt, der das Binnenschiff als sein drittes Schiff mit diesem Namen in Auftrag gegeben hatte. Es war namentlich seinem Vater, dem Partikulier Johann Friedrich Boßler genannt „Jean“ gewidmet, der bereits das erste Schiff unter dem Namen Jean Bossler zusammen mit seinem Sohn in Dienst stellen ließ.
1994 wurde das Schiff an ein Unternehmen in den Niederlanden abgegeben und in Berdina umbenannte, um bis ins Jahr 1996 für dieses zu fahren. 1996 wechselte das Schiff erneut den Eigner und den Namen. Unter dem Namen Excelsior, den das Gütermotorschiff bis heute trägt, verblieb sie bis 1998 in den Niederlanden. Heute fährt es unter der Flagge der Reederei Götz.
2007 ereignete sich unter der Flagge der Reederei Götz der Excelsior-Unfall auf dem Rhein, bei dem das Schiff 32 Container verlor. Die Havarie des Containerschiffes führte zu einer längeren Sperrung des Rheins für die Binnenschifffahrt.

## Transport
Das Binnenschiff verkehrte hauptsächlich auf dem Rhein und seinen Nebenflüssen. Es war zeitweise in die Flotte der Reederei Lehnkering integriert und transportiere für die Lehnkering AG verschiedene Massengüter. Für die Ludwig und Jakob Götz KG fungiert das Binnenschiff im Containertransport für verschiedene Auftraggeber.